# Perkins County (Nebraska)
Perkins County ist ein County im Bundesstaat Nebraska der Vereinigten Staaten. Der Verwaltungssitz (County Seat) ist Grant, das nach dem Präsidenten Ulysses S. Grant benannt wurde.

## Geographie
Das County liegt im Südwesten von Nebraska, grenzt im Osten an Colorado und hat eine Fläche von 2290 Quadratkilometern, wovon 3 Quadratkilometer Wasserfläche sind. Es grenzt im Uhrzeigersinn an folgende Countys: Lincoln County, Hayes County, Chase County und Keith County.

## Geschichte
Perkins County wurde 1887 gebildet. Benannt wurde es nach Charles E. Perkins, einem Präsidenten einer Eisenbahngesellschaft.
Das Gebiet des Countys wurde im 19. Jahrhundert von Süden (Kansas) nach Norden (Dakota) von Rinderherden durchzogen; als Cowboys arbeiteten oft ehemalige schwarze Sklaven. Mit dem Vordringen der Siedler aus Osten mussten die Routen nach und nach in Richtung Westen des Countys verlegt und später ganz aufgegeben werden. Der Abschnitt durch das Perkins County war für die Herden aufgrund der Trockenheit des Landes der härteste.
Drei Bauwerke und Stätten des Countys sind insgesamt im National Register of Historic Places eingetragen (Stand 12. Februar 2018).

## Demografische Daten

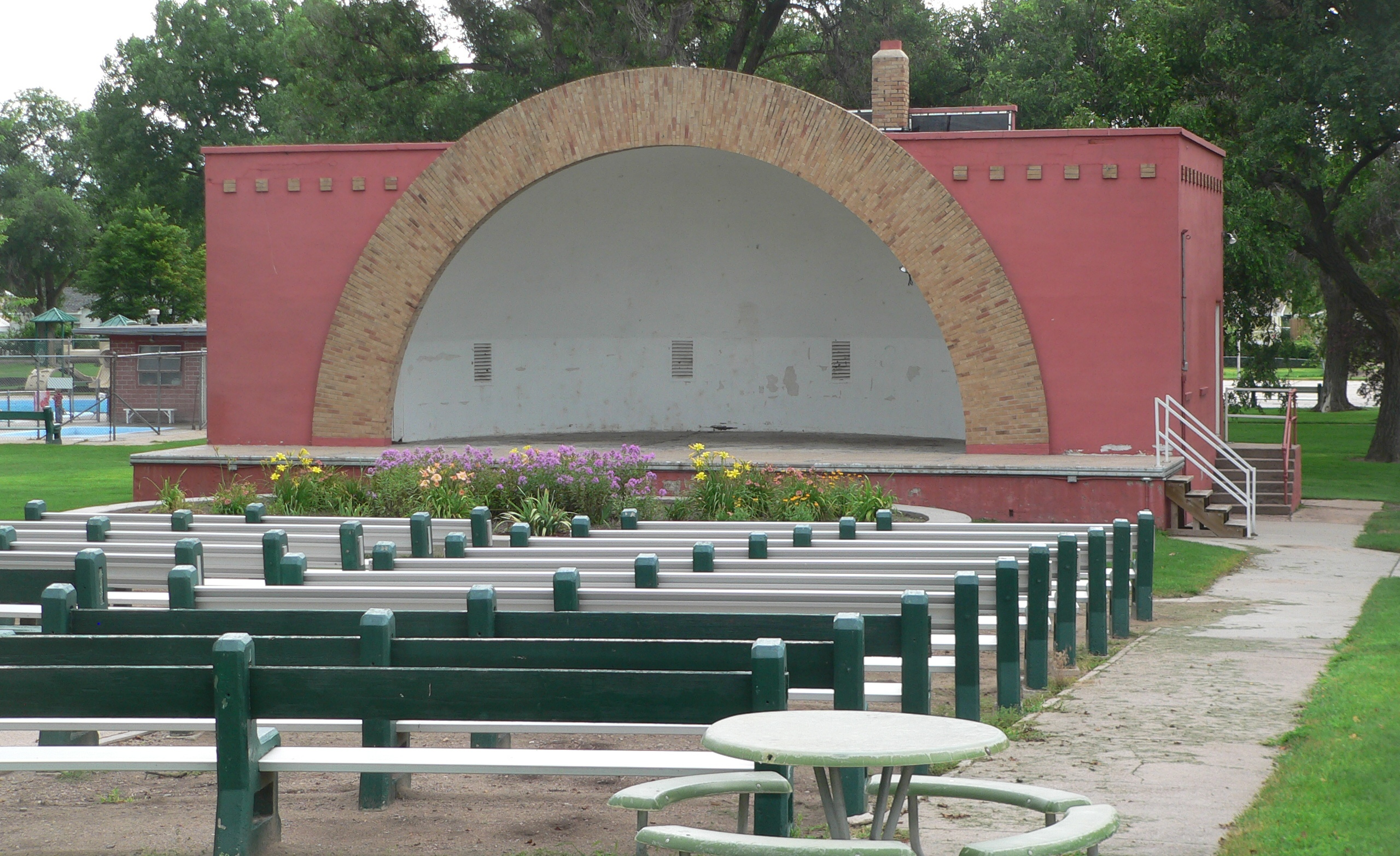
Grant City Park, gelistet im NRHP

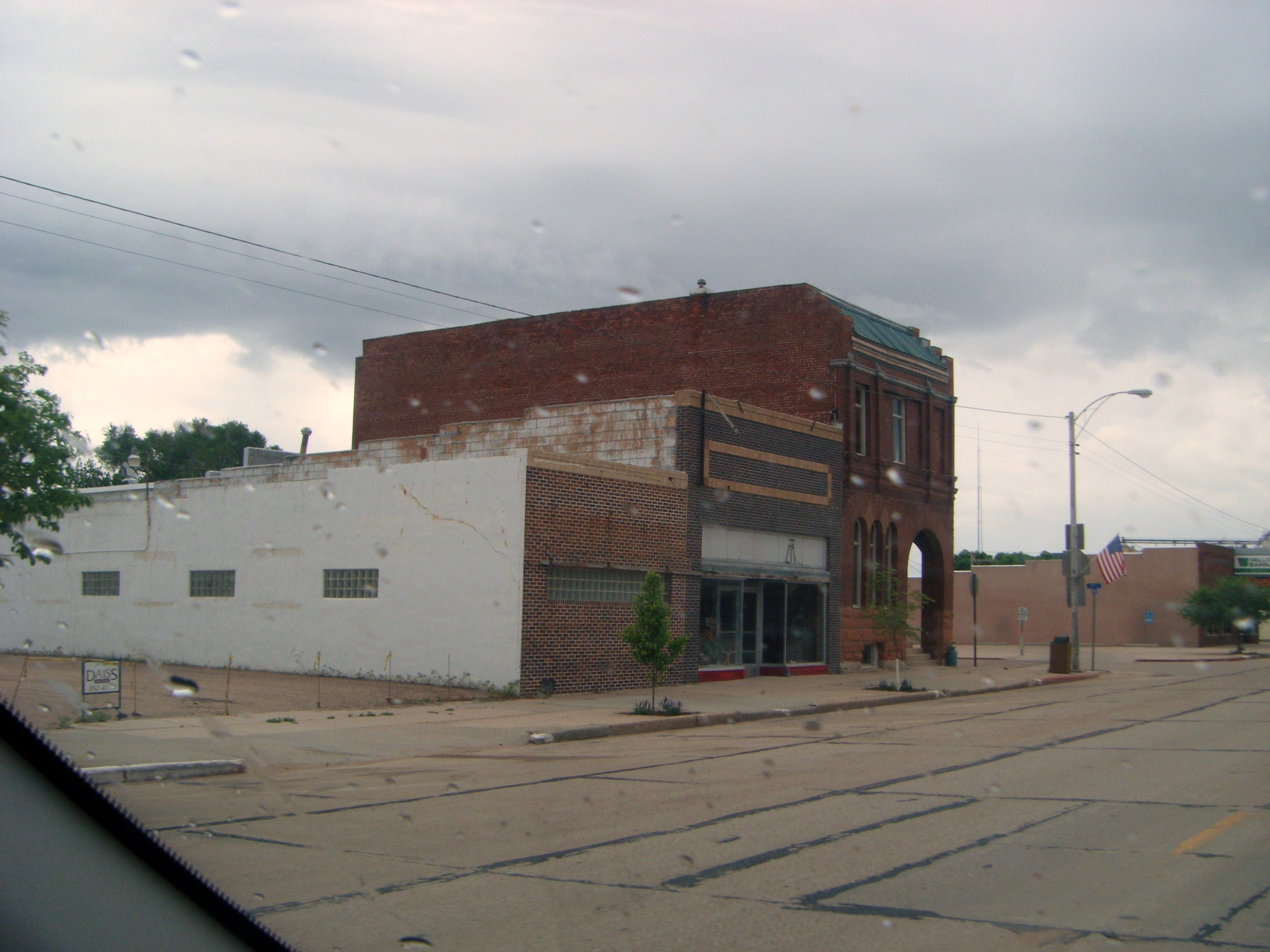
Grant Commercial Historic District, gelistet im NRHP

Nach der Volkszählung im Jahr 2000 lebten im Perkins County 3200 Menschen in 1275 Haushalten und 893 Familien. Die Bevölkerungsdichte betrug 1 Einwohner pro Quadratkilometer. Ethnisch betrachtet setzte sich die Bevölkerung zusammen aus 97,69 Prozent Weißen, 0,03 Prozent Afroamerikanern, 0,28 Prozent amerikanischen Ureinwohnern, 0,22 Prozent Asiaten und 1,34 Prozent aus anderen ethnischen Gruppen; 0,44 Prozent stammten von zwei oder mehr Ethnien ab. 2,31 Prozent der Bevölkerung waren spanischer oder lateinamerikanischer Abstammung.
Von den 1275 Haushalten hatten 32,5 Prozent Kinder und Jugendliche unter 18 Jahre, die bei ihnen lebten. 62,9 Prozent waren verheiratete, zusammenlebende Paare, 4,6 Prozent waren allein erziehende Mütter, 29,9 Prozent waren keine Familien, 27,5 Prozent waren Singlehaushalte und in 15,7 Prozent lebten Menschen im Alter von 65 Jahren oder darüber. Die Durchschnittshaushaltsgröße betrug 2,47 und die durchschnittliche Familiengröße lag bei 3,01 Personen.
Auf das gesamte County bezogen setzte sich die Bevölkerung zusammen aus 26,6 Prozent Einwohnern unter 18 Jahren, 6,0 Prozent zwischen 18 und 24 Jahren, 23,5 Prozent zwischen 25 und 44 Jahren, 24,7 Prozent zwischen 45 und 64 Jahren und 19,3 Prozent waren 65 Jahre alt oder darüber. Das Durchschnittsalter betrug 41 Jahre. Auf 100 weibliche Personen kamen 100,8 männliche Personen. Auf 100 Frauen im Alter von 18 Jahren oder darüber kamen statistisch 95,8 Männer.
Das jährliche Durchschnittseinkommen eines Haushalts betrug 34.205 USD, das Durchschnittseinkommen der Familien betrug 42.112 USD. Männer hatten ein Durchschnittseinkommen von 28.438 USD, Frauen 19.881 USD. Das Prokopfeinkommen betrug 17.830 USD. 9,5 Prozent der Familien und 13,6 Prozent der Bevölkerung lebten unterhalb der Armutsgrenze. Davon waren 20,1 Prozent Kinder oder Jugendliche unter 18 Jahre und 8,9 Prozent waren Menschen über 65 Jahre.

## Orte im County
- Brandon
- Elsie
- Grainton
- Grant
- Madrid
- Venango